# Collège Educacentre
 (février 2025).
Le Collège Éducacentre est le seul collège francophone en Colombie-Britannique, et offre un service intégré d'éducation des adultes à différents niveaux. Le collège propose des programmes de niveau collégial, de la formation continue, des services d'aide à la recherche d'emploi, des programmes et services en alphabétisation et en formation de base, des services d'orientation scolaire et professionnelle, des services d'équivalences de secondaire et de la francisation partout à travers la province.

## Histoire

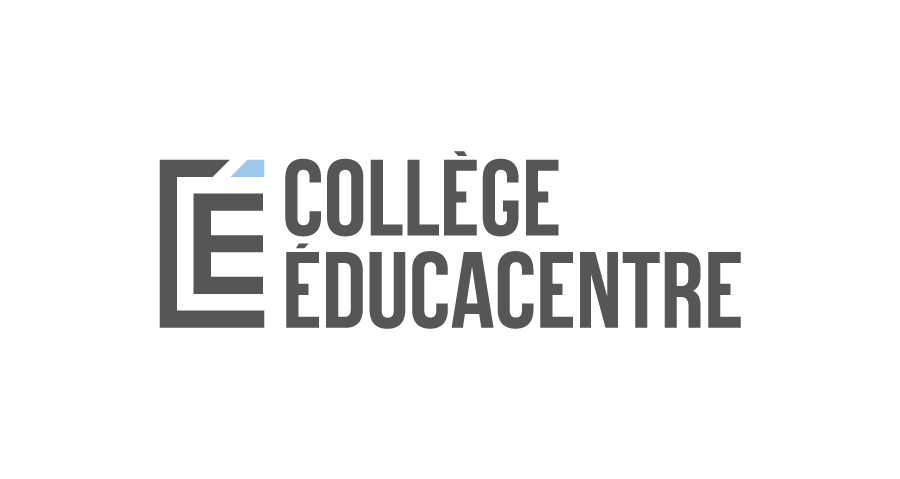
Logo du Collège Éducacentre

Actif depuis 1976[réf. nécessaire], Éducacentre a été constitué en société sans but lucratif en 1992, pour devenir "La société éducative Éducacentre" dans le but de développer et offrir des services d’éducation. Le collège investit aussi dans la formation des adultes en français en Colombie-Britannique. En 2005, pour accompagner l'offre des premiers programmes au niveau collégial, Éducacentre devient "Collège Éducacentre College".  

## Mission
La mission du collège est de Développer un environnement éducatif global qui permette aux individus d’interagir, d’influencer et d’agir sur leur vie, dans un milieu de travail en perpétuelle transformation.

## Campus
Le Collège Éducacentre compte trois campus en Colombie-Britannique : Vancouver, Victoria et Prince George, en plus d'un accès en ligne à un campus virtuel. Le Collège compte plus de 50 employés à temps plein et à temps partiel. Chaque année, le Collège Éducacentre inscrit au-delà de 1500 étudiants.

## Programmes
Tous les cours et programmes sont offerts à distance et uniquement en français, complémenté des cours d'anglais. Le Collège propose des cours en :
- Éducation : Aide pédagogique spécialisé, Éducation à la petite enfance
- Santé : Préposé aux services de soutien personnels, Nutrition holistique, Intervention en travail social
- Tourisme et hôtellerie : Gestion d’événements

## Services et ressources aux étudiants
Services d'établissement,  services et programmes d'aide à l'emploi, activités éducatives, laboratoire de santé